# 長野県看護協会
公益社団法人長野県看護協会（こうえきしゃだんほうじんながのけんかんごきょうかい、英称：Nagano Nursing Association）は、長野県知事所管の長野県の看護師を会員とする公益法人。

## 本部所在地
長野県看護協会会館：〒390-0802 長野県松本市旭2丁目11番34号

## 訪問看護ステーション
- 飯伊訪問看護ステーション 
  - 飯田市鼎切石4358番地1
- 南松本訪問看護ステーション 
  - 松本市双葉4番16号
- 訪問看護ステーションしらかば
  - 東御市鞍掛610番地2
- 木曽訪問看護ステーション
  - 木曽郡木曽町日義4852番地1
- 須高訪問看護ステーション
  - 須坂市須坂1528番地7